# Marián Vajda
Marián Vajda (* 24. března 1965, Považská Bystrica) je tenisový trenér a bývalý československý profesionální tenista. V roce 1994 odehrál 4 dvouhry v Davisově poháru s bilancí 4 výhry, 0 proher. Nejvýše postavený na žebříčku ATP ve dvouhře byl na 34. místě (19. září 1987). Během kariéry vyhrál 2 turnaje ATP ve dvouhře. Jako kvalifikant reprezentoval Československo na LOH 1992 v Barceloně, kde prohrál v 1. kole s Izraelcem Giladem Bloomem.
Je bývalým nehrajícím kapitánem slovenského daviscupového a fedcupového týmu. V letech 2006–2017 trénoval srbského hráče Novaka Đjokoviće a počátkem roku 2018 vrátil Đjoković Vajdu do svého štábu. Ještě předtím byli jeho svěřenci například Slováci Karol Kučera a Dominik Hrbatý.

## Finálové účasti na turnajích ATP (4)

### Dvouhra - výhry (2)
| Č. | Datum          | Turnaj                | Povrch | Finalista     | Výsledek |
| 1. | 16. srpen 1987 | Praha, Československo | antuka | Tomáš Šmíd    | 6–1 6–3  |
| 2. | 25. září 1988  | Ženeva, Švýcarsko     | antuka | Kent Carlsson | 6–4 6–4  |

### Dvouhra - prohry (2)
| Č. | Datum           | Turnaj           | Povrch | Vítěz                  | Výsledek    |
| 1. | 10. květen 1987 | Mnichov, Německo | antuka | Guillermo Pérez-Roldán | 3–6 6–7     |
| 2. | 25. červen 1989 | Bari, Itálie     | antuka | Juan Aguilera          | 6–4 3–6 4–6 |